# Cynapes wrighti
Cynapes wrighti är en spindelart som först beskrevs av John Blackwall 1877.  Cynapes wrighti ingår i släktet Cynapes och familjen hoppspindlar. Inga underarter finns listade i Catalogue of Life.